# Grace Gealey

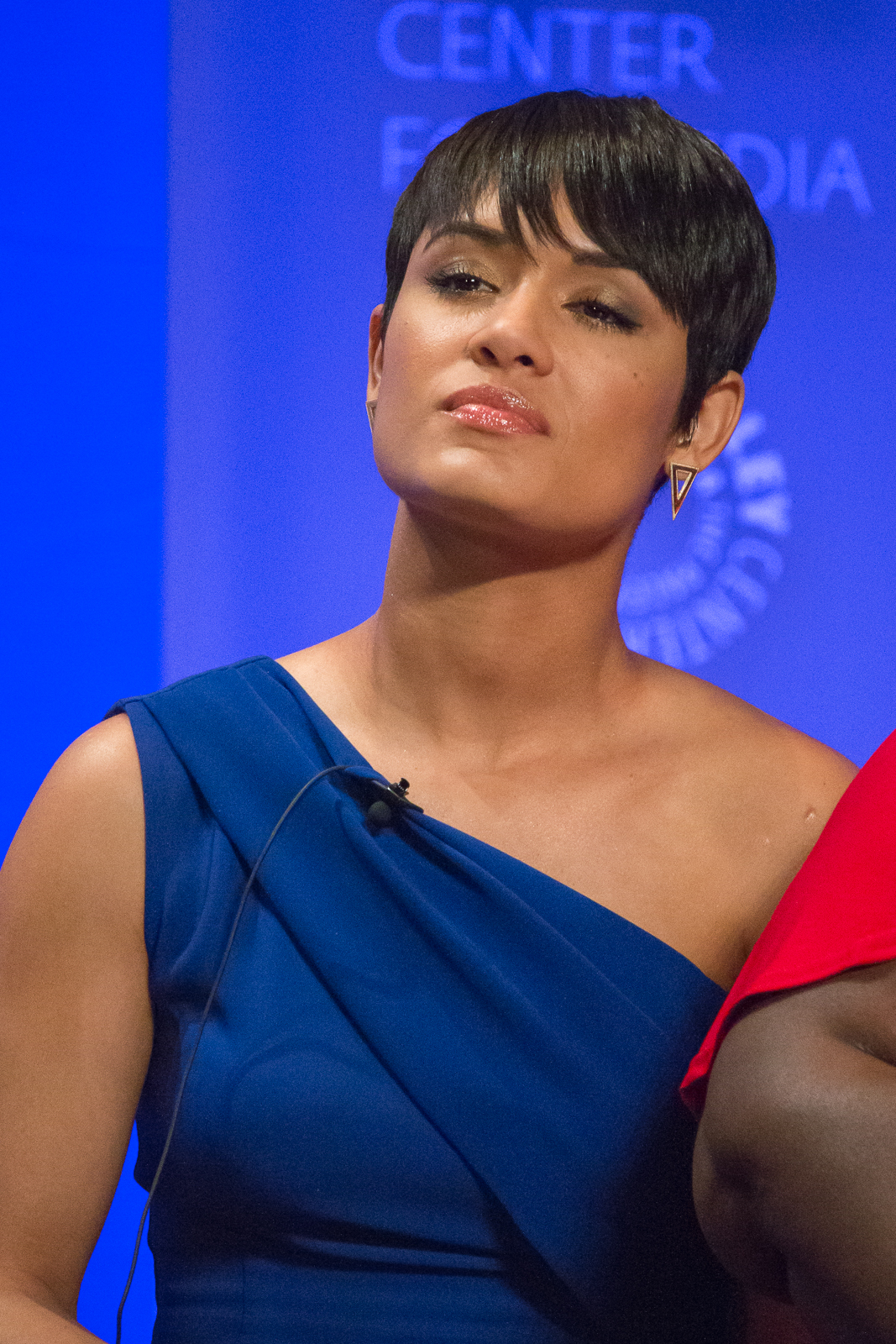
Grace Gealey (2016)

Grace Gealey (* 26. Juli 1984 in Butler, Pennsylvania) ist eine US-amerikanische Schauspielerin, die durch ihre Rolle der Anika Calhoun in der Fernsehserie Empire bekannt wurde.

## Leben
Gealey wurde in Butler im US-Bundesstaat Pennsylvania geboren, wuchs aber seit frühester Kindheit auf den Cayman Islands auf. Nachdem sie wieder in die USA zurückgekehrt war, machte Gealey ihren Bachelor-Abschluss an der University of South Florida in Tampa. Danach wechselte sie zur University of California, Irvine, wo sie ihren Master-Abschluss in Schauspielerei machte. Nach diesem Abschluss zog Gealey nach New York, um am Off-Broadway zu spielen. Im Jahr 2013 spielte sie in den Chicago-Produktionen von Der Menschenfeind und Tartuffe.
2014 wurde sie für die Rolle der Anika Calhoun In der Fox-Fernsehserie Empire neben Co-Stars wie Terrence Howard und Taraji P. Henson gecastet.
2015 war sie in dem Musikvideo You Changed Me von Jamie Foxx und Chris Brown zu sehen.

## Filmografie
- 2015–2018: Empire (Fernsehserie, 53 Folgen)
- 2018–2019: The Gifted (Fernsehserie, 10 Folgen)
- 2021–2025: Harlem (Fernsehserie, 24 Folgen)
- 2022: The Blackening
- 2023: The Retirement Plan
- 2025: Wife Stalker (Fernsehfilm)